# Око за око
Око за око (библ. хебр. עַ֚יִן תַּ֣חַת עַ֔יִן) или закон одмазде (лат. lex talionis) принцип је да особа која је повриједила другу особу буде оштећена у сличном степену. У мекшим интерпретацијама, то значи да жртва прима [процијењену] вриједност повриједе као накнаду. Намјера принципа била је да се надокнада ограничи на вриједност губитка.